# (19738) Calinger
(19738) Calinger (2000 AS97) – planetoida z grupy pasa głównego asteroid okrążająca Słońce w ciągu 3,45 lat w średniej odległości 2,28 j.a. Odkryta 4 stycznia 2000 roku.